# Blasco d'Alagón el Vell
Blasco d'Alagón el Vell o Blasco d'Alagona (? - Messina, 1301) fou un noble valencià d'origen aragonès que inicià la branca siciliana dels Alagón, essent anomenats en italià Alagona. Serví els reis Pere III d'Aragó, Alfons III d'Aragó, Jaume II d'Aragó i Frederic II de Sicília. Aquest darrer el nomenà comte de Mistretta en honor dels seus serveis.

## Orígens familiars
Fill d'Artal IV d'Alagón i germà d'Artal V d'Alagón.

## Núpcies i descendents
Es casà amb Beatriu de Suàbia. D'aquest matrimoni nasqué:
- Blasco d'Alagón "el Jove"[5]

## Biografia
Va acompanyar a Pere el Gran a Sicília el 1282 després de les vespres sicilianes, i fou nomenat capità general de Sicília. També fou un dels que acompanyà el rei al desafiament de Bordeus del 1283. L'any 1285 formava part de les tropes de l'infant Alfons d'Aragó durant la campanya de Confiscació del Regne de Mallorca de Jaume II de Mallorca. Posteriorment fou nomenat Capità general i lloctinent de Jaume II d'Aragó a Calàbria i guanyà la batalla de Montalto l'any 1291, arrabassant el domini de la regió als angevins.
Va rebutjar els termes de la Pau d'Anagni (1295) i es passà al servei de Frederic II de Sicília malgrat les prohibicions de Jaume el Just. Durant la guerra de Sicília va derrotar els angevins a les batalles de Catanzaro (1297) però fou derrotat en la batalla del cap Orlando (1299). Aconseguí novament la victòria a la Falconara (1299) i a la Gagliano (1300). Morí a Messina, de malaltia, l'any 1301.